# 粟國彰
粟國 彰（あぐに あきら、1956年3月29日 - ）は、日本の政治家。那覇市議会議員（3期）。

## 来歴
沖縄県宮古島市（旧伊良部町）出身。宮古島市立伊良部小学校、宮古島市立伊良部中学校を経て、高校は沖縄本島の沖縄高等学校へ進学。高校時代はボクシング部に所属した。沖縄大学卒業後は沖縄県土木建築部非常勤職員として下地島空港で働いたのち、1985年より建築会社に16年間勤務。
2001年、那覇市議会議員選挙に初めて出馬するも落選。4回連続の落選の中、知人から東京慈恵会医科大学の医師を紹介され、共同で那覇市に病院を設立。2004年に医療法人博鳳会、2009年に統合医療クリニック勤務。
2013年に那覇市議会議員に初当選を果たした。

## 統一協会との関係
2022年8月9日、NEWS23で2019年に韓国で開かれた旧統一教会のイベント参加と報じられた。粟国氏は私費で韓国に行ったと説明した
上で、いろいろと選挙の候補者で先輩なんかが親しく付き合っているから。記者から、「選挙の応援をしてもらえるということもあり」と問われると、「期待はあったが、それほどまでは。朝手を振るだけはやってもらってた」と回答。